# 스트레치 (2011년 영화)
스트레치(Stretch)는 프랑스에서 제작된 샤를 드 모 감독의 2010년 드라마 영화이다. 니콜라스 카잘 등이 주연으로 출연하였고 나다나엘 카미츠 등이 제작에 참여하였다.

## 출연

### 주연
- 니콜라스 카잘
- 판빙빙
- 데이빗 캐러딘
- 니콜라스 뒤보셸

### 조연
- 데이빗 파이어스타